# Matongo
Matongo är en kommun i Burundi. Den ligger i provinsen Kayanza, i den nordvästra delen av landet, 40 kilometer nordost om Burundis största stad Bujumbura.